# Rosemary, That's for Remembrance
Rosemary, That's for Remembrance is een stomme dramafilm uit 1914 van regisseur Francis J. Grandon met acteur Earle Foxe in de hoofdrol. 

## Rolverdeling
| Acteur           | Personage       |
| ---------------- | --------------- |
| Adda Gleason     | Dorinda         |
| Edith Johnson    | Margaret Snow   |
| Earle Foxe       | Harvey Greerson |
| Lafe McKee       | Mr. Greerson    |
| Lillian Hayward  | Mrs. Greerson   |
| Charles Wheelock |                 |